# Thom Kuyper
Thomas Wilhelmus Maria (Thom) Kuyper (29 april 1954) is een Nederlands mycoloog. Kuyper is emeritus hoogleraar aan Wageningen University.

## Boeken
Hij schreef verschillende boeken:
- De relatie diversiteit - stabiliteit : een bijdrage tot de historie van de ecologie, 1980
- Clitocybe subgenus pseudolyophyllum sing in Nederland, 1982
- A revision of the genus Inocybe in Europe, 1986
- Paddestoelen en natuurbeheer: wat kan de beheerder?, 1994 / ISBN 9789050110785
- Overzicht van de paddestoelen in Nederland, 1995
- Bedreigde en kwetsbare paddestoelen in Nederland : basisrapport met voorstel voor de Rode Lijst, 1996
- Flora agaricina Neerlandica : critical monographs on families of agarics and boleti occurring in the Netherlands. Vol. 6, 2005
- Netwerken in de bodem, 2006
- Basisboek paddenstoelen, 2006 / ISBN 9789050112413
- Paddenstoelen : plaatjeszwammen en boleten : 2013 / ISBN 9789050114639
- Beneficial organisms for nutrient uptake, 2014
- Flora agaricina Neerlandica : critical revisions of families of agarics and boleti occurring in the Netherlands. Vol. 7, 2018
- Paddenstoelen II : beker-, buik-, gaatjes-, kern-, knots-, koraal-, korst-, stekel- en trilzwammen, 2020 / ISBN 9789050117555

- Bibsys: 90312936
- Bibliothèque nationale de France: cb16080866s (data)
- Author citation (botany): Kuyper
- Gemeinsame Normdatei: 1234406241
- International Standard Name Identifier: 0000 0000 6312 3252
- Library of Congress Control Number: n90712454
- Nationale Bibliotheek van Tsjechië: jcu20241243248
- Nationale bibliotheek van Australië: 35721915
- Nationale Bibliotheek van Israël: 987007449359905171
- Nederlandse Thesaurus van Auteursnamen: 069147884
- ORCID: 0000-0002-3896-4943
- ResearcherID: B-6534-2014
- Système universitaire de documentation: 118208675
- Virtual International Authority File: 5172160728562210380008
- WorldCat: E39PCjKjTpftwwggkmFBCch9ym

1. ↑  Nederlandse Thesaurus van Auteursnamen; geraadpleegd op: 24 januari 2024; NTA-identificatiecode voor persoon: 069147884.
2. ↑  NUKAT; geraadpleegd op: 24 januari 2024; NUKAT-identificatiecode: n2020121609.
3. ↑  IdRef; geraadpleegd op: 24 januari 2024; idRef-identificatiecode: 118208675.
4. ↑  https://wur.academia.edu/ThomasKuyper/CurriculumVitae; taal van werk of naam: Engels; geraadpleegd op: 24 januari 2024.
5. 1 2  Nationaal Normbestand van Tsjechië; geraadpleegd op: 10 november 2024; NKC-identificatiecode: jcu20241243248.